# Pajtim Kasami
Pajtim Kasami (Andelfingen, 2 de junho de 1992) é um futebolista suíço, de descendência albanesa, que atua como meio-campista. Atualmente defende o Sion.

## Carreira
Kasami fez parte do elenco da Seleção Suíça de Futebol da Olimpíadas de 2012.

## Títulos
Olympiakos
- Superleague Grega: 2014-15 e 2015-16
- Copa da Grécia: 2014-15